# Per Källström
Per Tage Källström, född 7 mars 1942 i Sundsvalls församling i Västernorrlands län, död 25 april 2022 i Harplinge distrikt i Hallands län, var en svensk militär.

## Biografi
Källström avlade studentexamen 1961. Han avlade officersexamen vid Krigsskolan 1964 och utnämndes samma år till officer vid Jämtlands fältjägarregemente, där han befordrades till kapten 1972. Han läste Fortifikationstekniska kursen vid Militärhögskolan 1972–1974, inträdde i fortifikationen 1974, var detaljchef i Försvarsstaben 1974–1975, befordrades till major i Generalstabskåren 1975 och tjänstgjorde i Arméstaben 1975–1979. År 1980 befordrades han till överstelöjtnant, varpå han var sektionschef i Västra militärområdet 1980–1983, bataljonschef vid Livregementets husarer 1983–1984 och brigadchef vid Bohusläns regemente 1984–1986. Åren 1983–1985 gjorde han FN-tjänst på Cypern.
År 1986 befordrades Källström till överste, varefter han var utbildningschef vid Hallands regemente 1986–1987 tillika chef för Hallandsbrigaden samt chef för Infanteriets officershögskola 1987–1989. Han befordrades till överste av första graden 1989, var chefsobservatör med ansvar för Iran inom United Nations Iran-Iraq Military Observer Group (UNIIMOG) 1989–1990 och chef för Västra arméfördelningen 1990–1993. Han var chef för Hallands regemente tillika befälhavare för Hallands försvarsområde 1993–1995, varefter han var chefsobservatör i Georgien 1995–1997. Åren 1998–2001 var han försvarsattaché vid ambassaden i Ankara.
Per Källström är gravsatt på Harplinge kyrkogård.